# Hyalomyzus orphnophlebos
Hyalomyzus orphnophlebos är en insektsart som beskrevs av Stoetzel, Jensen och G.L. Miller 1999. Hyalomyzus orphnophlebos ingår i släktet Hyalomyzus och familjen långrörsbladlöss. Inga underarter finns listade i Catalogue of Life.